# Barreiros
|  | Per a altres significats, vegeu «Estádio dos Barreiros». |

Barreiros és un municipi costaner de la província de Lugo, a Galícia. Pertany a la comarca d'A Mariña Oriental i la seva capital és la vila de San Cosme.

## Geografia
Limita al nord amb el mar Cantàbric, a l'oest amb Foz i Lourenzá, a l'est amb Ribadeo i al sud amb Trabada. Posseïx una gran varietat geogràfica que va des de les valls a les muntanyes, des de la planada fins a la costa d'alts penya-segats i extenses platges. Està travessat pel riu Masma. Barreiros inclou les parròquies de San Cosme de Barreiros, San Pedro de Benquerencia, San Xián de Cabarcos, San Xusto de Cabarcos, Santa Cristina de Celeiro, San Miguel de Reinante, Santiago de Reinante i San Xoán Bautista de Vilamartín Pequeno.
| 4.394 | 4.804 | 5.197 | 4.138 | 3.278 |
| Fonts: INE i IGE (els criteris de registre censal variaren i les dades de l'INE i de l'IGE poden no coincidir.) |       |       |       |       |

## Història
Aquest municipi està íntimament lligat a la història de la província des de temps preromans. El primer nom esmentat és el de Cabarcos, que sembla provenir de Civarcos, poble anomenat per Plini i situat entre les desembocadures de l'Eo i del Masma. Durant l'edat mitjana segueix apareixent el nom de Cibarcos o Cabarcos. El document més antic en el qual és nomenat Barreiros és de l'any 775 i correspon a una donació de terrenys del rei Don Sitja a uns monjos perquè aquests edifiquessin un monestir. Cap a l'any 1400 Marró de Cela comptava amb el fòrum del vedat de Santa Cristina de Celeiro. En 1406 López Díaz de Teijeiro, donà al Bisbe de Mondoñedo la Terrería de Cabarcos. Pedro Pardo de Cabarcos, nebot del Mariscal Pero Pardo de Cela, va vendre terrens per valor de 2.000 maravedisos per a ajudar els Reis Catòlics en la presa de Granada.
Natural de Santa Cristina de Celeiro va ser Juan de Ben, que va destacar per la seva valentia en la guerra d'Aragó, al costat de Joan II. Durant els segles xviii i xix la història de Barreiros va estar vinculada a l'emigració. Alguns dels emigrants, dits popularment "els americans" van contribuir al desenvolupament cultural, fundació d'escoles parroquials, i al desenvolupament urbanístic, construccions indianes, que avui dia són una de les característiques més peculiars de les zona.

## Llocs d'interès
- Capella de Santo Estevo do Ermo
- Platja d'As Pasadas
- Platja d'Arealonga
- Monte Comado, on es pot practicar paracaigudisme.
- Cascada de Santo Estevo

## Festes i celebracions
Se celebra el Festival Internacional Folklòric de l'Emigrant, el primer cap de setmana d'agost.